# Deta
Deta là một thị xã thuộc hạt Timiș, România. Dân số thời điểm năm 2002 là 6418 người.